# Глатт, Макс Майер
Макс Майер Глатт (нем. Max Meier Glatt; 26 января 1912, Берлин — 14 мая 2002, Лондон) — британский и немецкий врач, исследователь наркозависимости.

## Биография
Родился 26 января 1912 года в Берлине в еврейской ортодоксальной семье. Несмотря на рост антисемитизма в Германии, и исключения Глатта из  Берлинского университета (1934) как еврея, в 1937 году он получил докторскую степень в Лейпцигском университете. Как он впоследствии вспоминал, для того, чтобы закончить обучение, в Германии нужно было написать диссертацию тему для которой должен был дать профессор, но никто не осмеливался, пока Карл Бонхёффер не дал ему тему «Лечение сифилиса и причины сифилитического пареза».
До событий Хрустальной ночи ему приходилось работать в маленькой больнице для евреев, но после резни он решает бежать из страны. На границе был схвачен нацистами и отправлен в концентрационный лагерь Дахау, впоследствии депортирован в Великобританию. Из всей его семьи выживут только он и его сестра, родители погибли в концлагере в Эстонии.
После приезда в Великобританию Глатту не сразу разрешили практику из-за немецкого паспорта, он был интернирован почти на два году в Австралию. По возвращении, в 1942, ему позволили работать в психиатрических больницах. В 1952 году основал отделение по лечению алкогольной зависимости в  больнице Уорлингем-Парк, расположенной недалеко от Кройдона, большое содействие в этом оказал руководитель больницы, известный врач Томас Рис. Правда, помимо работы с группами алкоголиков, Глатт выполнял и другие обязанности в стационаре. На момент открытия отделения в Великобритании отрицалась проблема алкоголизма, по признанию самого Макса Глатта, ему приходилось учиться с нуля.
Основным методом реабилитации были группы психотерапии, где больные рассказывали о своем недуге, о событиях в их жизни. Отделение тесно сотрудничало с Анонимными Алкоголиками, проводились совместные встречи, а также собрания бывших пациентов Уорлингема. Также больные посещали отделение неврозов, где работал Денис Мартин. В 1954 году отделение посетили  Элвин Еллинек и Марти Манн.
В 1962 году он открыл отделение по лечению алкоголизма в больнице Святого Бернарда в Илинге, Лондон. Также была создана группа терапии в тюрьме Wormwood Scrubs, которая просуществовала почти 30 лет. Он был одним из соучредителей, открывшейся 20 апреля 1967 года Medical Council on Alcoholism (MCA) и одним из первых, кто привлек внимание медицинского сообщества к проблеме врачей-алкоголиков, написав в журнал The Lancet (1975) о собраниях медиков с этой проблемой в Лондоне, впоследствии это общество стало известно как «Группа британских врачей и стоматологов» (англ. The British Doctors and Dentists Group).
Макс Глатт, как и Элвин Еллинек, выступал на конференциях ВОЗ за признание алкоголизма болезнью, считая ее аналогичной наркомании, что не вызвало восторга среди членов Анонимных Алкоголиков, которые считали такое сравнение с наркозависимыми нежелательным.
Умер учёный 14 мая 2002 года от рака простаты.

## Кривая Еллинека
Несмотря на то, что кривая названа именем Элвина Еллинека, адаптировал этапы прогрессирования алкогольной болезни Макс Глатт в 1958 году, дополнив стадии, выделенные американским врачём, стадией восстановления и реабилитации.
Кривая представляет из себя U- образную дугу, где сначала идут стадии прогрессирования болезни, пока не достигнув дна (англ. Hitting Bottom), начинается восстановление и реабилитация.